# قلعه مهرنگار دامغان
قلعه مهرنگار (نام قدیمی مِهرین) در کوهسار شمالی دامغان تقریباً در فاصله بیست و پنج کیلومتری شهر در جاده چشمه علی قرار دارد. زمان بنای قلعه معلوم نیست. تنها از این لحاظ که قلاع اسماعیلیه غالباً بر فراز کوه‌ها قرار دارند گمان می‌رود که یکی از قلاع اسماعیلیان باشد.